# 모여라!! 메이드 인 와리오
모여라!! 메이드 인 와리오(일본어: あつまれ!!メイド イン ワリオ 아츠마레!! 메이도 인 와리오[*], 영어: Warioware, Inc. Mega Party Game$)는 게임큐브용으로 개발한 아케이드 게임이다. 일본에서 가장 먼저 발매되었고, 그 뒤에 미국, 유럽 연합에서 차례로 발매되었으며, 대한민국은 게임큐브가 나오지 않아 아직 정해지지 않았다.희망소비자가격은 38,000원이다.
모여라!! 메이드 인 와리오는 게임큐브를 활용하는 게임으로 평가를 받고 있다.이 게임에 수록된 미니게임은 모두 게임큐브를 활용해서 플레이할 수 있다.
발매지역에 따라 게임 내용은 변하지 않지만 게임 표지의 색상은 지역별로 다르다.